# 中华人民共和国军事法院列表
中华人民共和国军事法院列表列出中华人民共和国各级军事法院，军事法院是中华人民共和国的专门人民法院。除了军事法院，中国人民解放军中还设有军事检察院和相应的执法、司法机构。
自2016年6月起，根据深化国防和军队改革方案，中华人民共和国的军事法院分为高级军事法院、中级军事法院、基层军事法院三级。

## 编制

### 当前编制
- 中国人民解放军军事法院（法院代字[2]：军）（位于北京市）（高级军事法院）↑最高人民法院 ↑中央军委政法委员会
  1. 中国人民解放军东部战区军事法院（军01）（位于南京市）（中级军事法院）
    1. 中国人民解放军上海军事法院（军0101）（基层军事法院）
    2. 中国人民解放军南京军事法院（军0102）
    3. 中国人民解放军杭州军事法院（军0103）
    4. 中国人民解放军合肥军事法院（军0104）
    5. 中国人民解放军福州军事法院（军0105）

  2. 中国人民解放军南部战区军事法院（军02）（位于广州市）
    1. 中国人民解放军长沙军事法院（军0201）
    2. 中国人民解放军广州军事法院（军0202）
    3. 中国人民解放军南宁军事法院（军0203）
    4. 中国人民解放军海口军事法院（军0204）
    5. 中国人民解放军昆明军事法院（军0205）
    6. 中国人民解放军驻香港部队军事法院（军0206）

  3. 中国人民解放军西部战区第一军事法院（军03）（位于成都市）
    1. 中国人民解放军成都军事法院（军0301）
    2. 中国人民解放军拉萨军事法院（军0302）

  4. 中国人民解放军西部战区第二军事法院（军04）（位于兰州市）
    1. 中国人民解放军兰州军事法院（军0401）
    2. 中国人民解放军西宁军事法院（军0402）
    3. 中国人民解放军乌鲁木齐军事法院（军0403）

  5. 中国人民解放军北部战区军事法院（军05）（位于沈阳市）
    1. 中国人民解放军呼和浩特军事法院（军0501）
    2. 中国人民解放军沈阳军事法院（军0502）
    3. 中国人民解放军哈尔滨军事法院（军0503）
    4. 中国人民解放军济南军事法院（军0504）

  6. 中国人民解放军中部战区军事法院（军06）（位于北京市）
    1. 中国人民解放军北京军事法院（军0601）
    2. 中国人民解放军石家庄军事法院（军0602）
    3. 中国人民解放军郑州军事法院（军0603）
    4. 中国人民解放军武汉军事法院（军0604）
    5. 中国人民解放军西安军事法院（军0605）

  7. 中国人民解放军总直属军事法院（军07）（位于北京市）
    1. 中国人民解放军直属军事法院（军0701）

### 2016年改革前的编制
2016年军事司法体制改革前，中华人民共和国的军事法院分中国人民解放军军事法院、大单位军事法院、基层军事法院三级。以下列出2016年改革前的军事法院：
- 中国人民解放军军事法院（法院代字：军）↑最高人民法院 ↑中央军委政法委员会
  1. 中国人民解放军海军军事法院（军01）（大单位军事法院）
    1. 中国人民解放军海军北海舰队军事法院（军0101）（基层军事法院）
    2. 中国人民解放军海军东海舰队军事法院（军0102）
    3. 中国人民解放军海军南海舰队军事法院（军0103）
    4. 中国人民解放军海军直属军事法院（军0104）

  2. 中国人民解放军空军军事法院（军02）
    1. 中国人民解放军沈阳军区空军军事法院（军0201）
    2. 中国人民解放军北京军区空军军事法院（军0202）
    3. 中国人民解放军兰州军区空军军事法院（军0203）
    4. 中国人民解放军济南军区空军军事法院（军0204）
    5. 中国人民解放军南京军区空军军事法院（军0205）
    6. 中国人民解放军广州军区空军军事法院（军0206）
    7. 中国人民解放军成都军区空军军事法院（军0207）
    8. 中国人民解放军空军直属军事法院（军0208）

  3. 中国人民解放军第二炮兵军事法院（军03）（2014年3月建立[4]）
    1. 中国人民解放军第二炮兵直属军事法院（军0301）

  4. 中国人民解放军沈阳军区军事法院（军04）
    1. 中国人民解放军沈阳军区吉林军事法院（军0401）（兼管第16集团军即65301部队的案件）
    2. 中国人民解放军沈阳军区黑龙江军事法院（军0401）
    3. 中国人民解放军沈阳军区直属军事法院（军0402）（兼管第39集团军即65521部队、第40集团军即65631部队的案件）

  5. 中国人民解放军北京军区军事法院（军05）
    1. 中国人民解放军北京军区天津军事法院（军0501）（兼管第65集团军即66455部队的案件）
    2. 中国人民解放军北京军区河北军事法院（军0502）（兼管第38集团军即66393部队的案件）
    3. 中国人民解放军北京军区山西军事法院（军0503）（兼管第27集团军即66267部队的案件）
    4. 中国人民解放军北京军区内蒙古军事法院（军05041）
    5. 中国人民解放军北京军区直属军事法院（军0505）

  6. 中国人民解放军兰州军区军事法院（军06）
    1. 中国人民解放军兰州军区新疆军事法院（军0601）
    2. 中国人民解放军兰州军区新疆军事法院南疆分院（军0602）
    3. 中国人民解放军兰州军区陕西军事法院（军0603）（兼管第21集团军即68210部队、第47集团军即68310部队的案件）
    4. 中国人民解放军兰州军区青海军事法院（军0604）
    5. 中国人民解放军第二十试验训练基地军事法院（军0605）（位于中国人民解放军第二十试验训练基地即中国酒泉卫星发射中心，隶属中国人民解放军总装备部[5]）
    6. 中国人民解放军第二十一试验训练基地军事法院（军0606）（位于中国人民解放军第二十一试验训练基地即中国核试验基地，隶属中国人民解放军总装备部[5]）
    7. 中国人民解放军兰州军区直属军事法院（军0607）

  7. 中国人民解放军济南军区军事法院（军07）
    1. 中国人民解放军济南军区直属军事法院（军0701）（兼管第26集团军即71146部队的案件）
    2. 中国人民解放军济南军区河南军事法院（军0702）（兼管第20集团军即71320部队、第54集团军即71521部队的案件）

  8. 中国人民解放军南京军区军事法院（军08）
    1. 中国人民解放军南京军区上海军事法院（军0801）
    2. 中国人民解放军南京军区浙江军事法院（军0802）
    3. 中国人民解放军南京军区安徽军事法院（军0803）
    4. 中国人民解放军南京军区福建军事法院（军0803）
    5. 中国人民解放军南京军区直属军事法院（军0805）（在第1集团军即73011部队、第12集团军即73061部队、第31集团军即73111部队分别设立南京军区直属军事法院审判员办公室）

  9. 中国人民解放军广州军区军事法院（军09）
    1. 中国人民解放军广州军区湖北军事法院（军0901）
    2. 中国人民解放军广州军区湖南军事法院（军0902）
    3. 中国人民解放军广州军区广西军事法院（军0903）（兼管第41集团军即75110部队的案件）
    4. 中国人民解放军广州军区海南军事法院（军0904）
    5. 中国人民解放军驻香港部队军事法院（军0905）
    6. 中国人民解放军广州军区直属军事法院（军0906）（兼管第42集团军即75200部队的案件）

  10. 中国人民解放军成都军区军事法院（军10）
    1. 中国人民解放军成都军区重庆军事法院（军1001）（兼管第13集团军即77100部队的案件）
    2. 中国人民解放军成都军区云南军事法院（军1002）（兼管第14集团军即77200部队的案件）
    3. 中国人民解放军成都军区西藏军事法院（军1003）
    4. 中国人民解放军成都军区直属军事法院（军1004）

  11. 中国人民武装警察部队军事法院（军11）
    1. 中国人民武装警察部队沈阳军事法院（军1101）（管辖黑龙江省、吉林省、辽宁省武警部队的案件）
    2. 中国人民武装警察部队北京军事法院（军1102）（管辖北京市、天津市、河北省、山西省、内蒙古自治区武警部队的案件，以及武警总部直属单位的案件）
    3. 中国人民武装警察部队西安军事法院（军1103）（管辖陕西省、甘肃省、宁夏回族自治区、青海省武警部队的案件）
    4. 中国人民武装警察部队济南军事法院（军1104）（管辖山东省、河南省、安徽省、湖北省武警部队的案件）
    5. 中国人民武装警察部队上海军事法院（军1105）（管辖上海市、江苏省、江西省、浙江省、福建省武警部队的案件）
    6. 中国人民武装警察部队广州军事法院（军1106）（管辖湖南省、广东省、广西壮族自治区、海南省武警部队的案件）
    7. 中国人民武装警察部队成都军事法院（军1107）（管辖四川省、重庆市、贵州省、云南省武警部队的案件）
    8. 中国人民武装警察部队乌鲁木齐军事法院（军1108）
    9. 中国人民武装警察部队拉萨军事法院（军1109）

  12. 中国人民解放军总直属队军事法院（军12）
  13. 中国人民解放军总直属队第二军事法院（军13）

注：中国人民解放军空军、中国人民解放军海军的基层军事检察院、基层军事法院是副师级单位，比其他基层军事检察院、基层军事法院的正团级级别高。

## 管辖权
名词解释：
1. 军人：中国人民解放军的现役军官、文职干部、士兵及具有军籍的学员，中国人民武装警察部队的现役警官、文职干部、士兵及具有军籍的学员。军队中的文职人员、非现役公勤人员、正式职工，由军队管理的离退休人员，参照军人确定管辖；
2. 军队单位：中国人民解放军现役部队和预备役部队、中国人民武装警察部队及其编制内的企业事业单位；
3. 营区：军队管理使用的区域，包括军事禁区、军事管理区。

刑事管辖权：
- 军人刑事犯罪或触犯军事法的刑事案件；
- 平民和外国人涉及国家军事秘密的刑事案件。
- 特别的，符合下列情形之一的案件不由军事法院审理，而是由地方人民法院或其他专门法院审理：[7]
  1. 非军人、随军家属在部队营区内犯罪的；
  2. 军人在办理退役手续后犯罪的；
  3. 现役军人在入伍前犯罪的（需与服役期内犯罪一并审判的除外）;
  4. 退役军人在服役期内犯罪的（犯军人违反职责罪的除外）；
- 现役军人和非军人共同犯罪的，分别由军事法院和地方人民法院或者其他专门人民法院管辖；涉及军事秘密的，全案由军事法院管辖。

民事管辖权：
- 应由军事法院管辖的民事案件：
  1. 双方当事人均为现役军人或者军队单位的案件，但法律另有规定的除外；
  2. 涉及机密级以上军事秘密的案件；
  3. 军队设立选举委员会的选民资格案件；
  4. 认定营区内无主财产案件。
- 地方当事人向军事法院提起诉讼或者提出申请的，军事法院应当受理的民事案件：
  1. 军人或者军队单位执行职务过程中造成他人损害的侵权责任纠纷案件；
  2. 当事人一方为军人或者军队单位，侵权行为发生在营区内的侵权责任纠纷案件；
  3. 当事人一方为军人的婚姻家庭纠纷案件；
  4. 民事诉讼法第三十四条规定的不动产所在地、港口所在地、被继承人死亡时住所地或者主要遗产所在地在营区内，且当事人一方为军人或者军队单位的案件；
  5. 申请宣告军人失踪或者死亡的案件；
  6. 申请认定军人无民事行为能力或者限制民事行为能力的案件。
- 可由军事法院管辖的民事案件：当事人一方是军人或者军队单位，且合同履行地或者标的物所在地在营区内的合同纠纷，当事人书面约定由军事法院管辖，不违反法律关于级别管辖、专属管辖和专门管辖规定的，可以由军事法院管辖。